# أولاد ترنة (فريجة الغربية)
أولاد ترنة هو دُوَّار يقع بجماعة سيدي بورجا، إقليم تارودانت، جهة سوس ماسة في المملكة المغربية. ينتمي الدوّار لمشيخة فريجة الغربية التي تضم 11 دوار. يقدر عدد سكانه بـ 549 نسمة حسب الإحصاء الرسمي للسكان والسكنى لسنة 2004.

## روابط خارجية
- البوابة الوطنية للجماعات الترابية
- المندوبية السامية للتخطيط